# Google Classroom
Google Classroom (hay Lớp học Google) là một dịch vụ web miễn phí được phát triển bởi Google dành cho các trường học, được tích hợp với các dịch vụ Google khác như Google Drive, Google Docs, Google Sheets, Google Slides,... nhằm đơn giản hóa công việc giảng dạy của các giáo viên.
Học sinh có thể tham gia vào lớp học khi được giáo viên của lớp đó cung cấp một mã lóp học, hoặc tự động được thêm vào bởi nhà trường. Mặc định một thư mục mang tên Google Classroom sẽ được tạo trong Drive của học sinh đó, là nơi để học sinh nộp các bài tập trực tuyến cho giáo viên. Giáo viên có thể theo dõi quá trình học tập, chấm bài, nhận xét cũng như xếp hạng học tập cho các học sinh.
Ứng dụng Google Classroom dành cho thiết bị di động đã có sẵn cho hệ điều hành iOS và Android.

## Lịch sử hình thành
Google Classroom được ra mắt lần đầu tiên vào ngày 6 tháng 5 năm 2014, với bản xem trước dành riêng cho một số ứng dụng của G Suite. Google Classroom đã được công bố chính thức vào ngày 12 tháng 8 năm 2014.
Năm 2015, Google cho phép các nhà quản lý và phát triển giáo dục tham gia. Cũng trong năm 2015, Google đã tích hợp thêm Lịch Google cho phép tạo thời hạn của các bài tập, hay lên lịch các công việc...
Năm 2017, Google cho phép bất kỳ người dùng có tài khoản Google đều có thể tham gia các lớp học mà không cần phải có tài khoản G Suite for Education; và cũng trong năm này, bất kỳ người dùng Google nào cũng có thể tạo riêng cho mình một lớp học trên Google Classroom.
Năm 2018, Google đã làm mới lại Google Classroom, như thêm phần làm việc trên lớp, cải thiện giao diện chấm điểm, cho phép sử dụng lại các lớp học đã tạo trước đó và thêm các tính năng tổ chức nội dung giảng dạy theo chủ đề dành cho giáo viên.
Năm 2019, Google đã giới thiệu 78 hình ảnh chủ đề mới và tùy chọn kéo thả các chủ đề và bài tập trong phần làm việc trên lớp.